# São Vicente (Cachoeiro de Itapemirim)
São Vicente é um distrito do município de Cachoeiro de Itapemirim, no Espírito Santo . Sua sede está localizada na região nordeste do município e a 38 km do centro da cidade. O distrito apresenta características predominantemente rurais e possui diversas atrações turísticas naturais como a Cachoeira Alta, Pedra da Penha e Cachoeira Bom Jardim.

## História
O distrito de São Vicente teve origem a partir da colonização italiana na região, e a partir desse momento, pequenos núcleos populacionais foram surgindo. Desde 1927, a região passou a ter Conduru como sede. Apenas no ano de 2007, os limites do distrito de São Vicente foram estabelecidos. O distrito de São Vicente ganhou sua divisão territorial através da Lei Municipal n° 6048/07, a partir de terras desmembradas do distrito de Conduru. 
No ano de 1912, São Vicente foi um dos primeiros locais do estado a instalar uma hidrelétrica, a Pequena Central Hidrelétrica Fruteiras (PCH), atualmente gerenciada pela EDP Espírito Santo e situada na comunidade de Cachoeira Alta, às margens do Rio Fruteiras.

## Geografia

### Relevo
O distrito de São Vicente possui um relevo bastante variado, que vai desde colinas dissecadas e morros baixos até domínios montanhosos em seus limites com o município de Vargem Alta e Castelo. Na Serra de São Vicente, encontra-se o ponto mais alto do município de Cachoeiro de Itapemirim, a Pedra da Penha, com 1.200 metros de altitude, e a Pedra da Onça, no limite com o município de Castelo. Sua sede está localizada aos pés dos maciços rochosos.

### Hidrografia
O principal curso d'água no distrito é o Rio Fruteiras, afluente do Rio Castelo, tendo outros cursos d'água de menores portes, como o Ribeirão São Lourenço.

### Localização
O distrito está situado na região nordeste do município. Seu acesso se dá por meio da rodovia rural (Trecho 22) do Programa Caminhos do Campo do Governo Estadual através da ES-166 (Rodovia Fued Nemer) e de estradas vicinais oriundas dos municípios de Castelo e Vargem Alta.
Limita-se ao norte com o município de Castelo, ao leste com o município de Vargem Alta, ao oeste com o distrito de Conduru, e ao sul com o distrito de Itaoca.

### População
Pelo Censo 2022 (IBGE), a população total do distrito era de 1 583 habitantes, sendo um pouco mais de 100 habitantes residentes na sede. Grande parte da população do distrito reside na zona rural, entre comunidades de Boa Vista, Bom Jardim, Fruteiras, Independência, Monte Verde, Alto São Vicente, Cachoeira Alta, Santo Féu e São José de Cantagalo. 

### Área territorial
A área territorial do distrito é de 91,39km². 

## Economia
Sua economia está baseada na agricultura familiar, e, juntamente com o distrito de Burarama, destaca-se como o principal produtor de café arábica no município.

## Pontos Turísticos

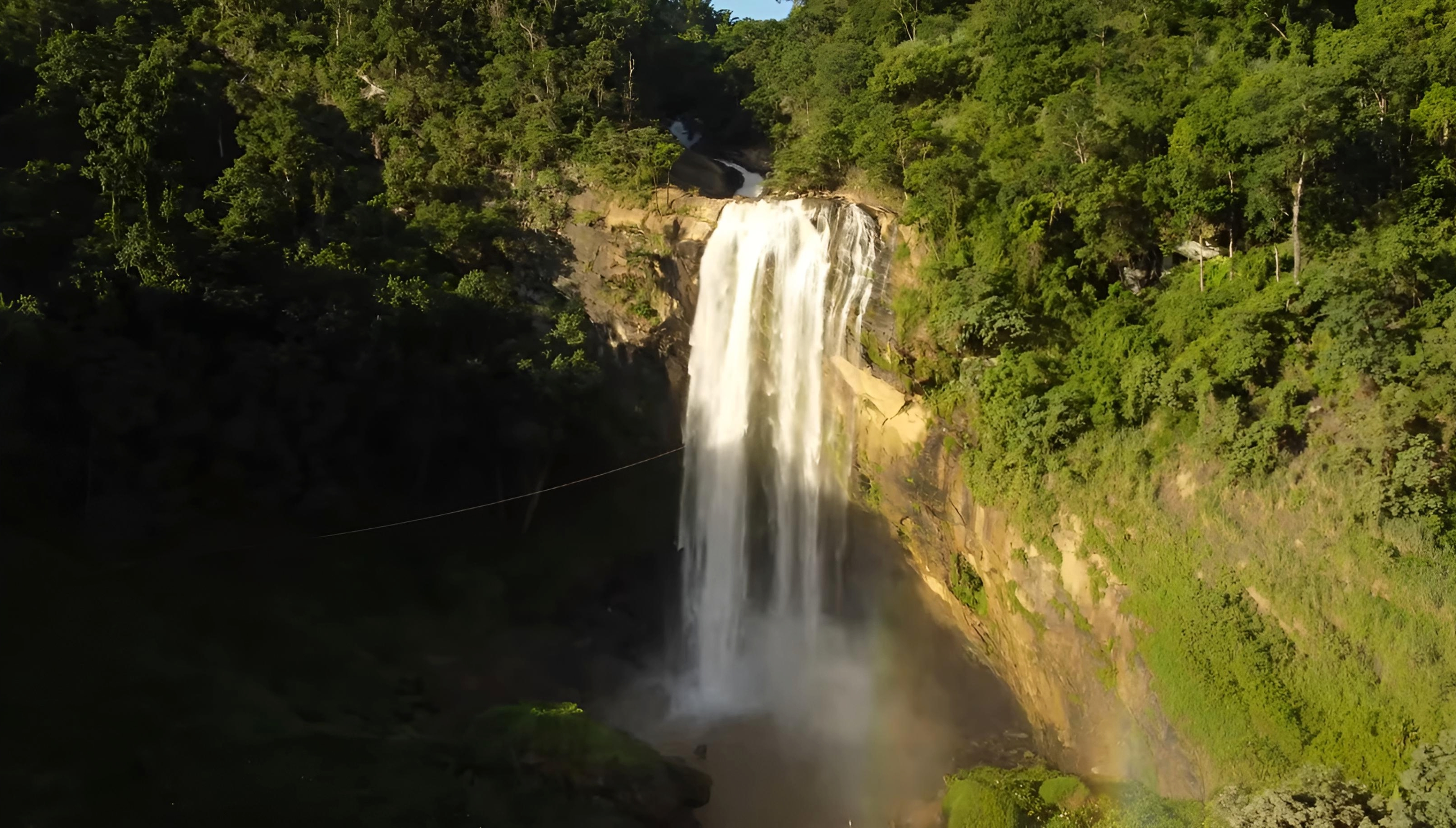
Cachoeira Alta
Formada pelas águas do Rio Fruteiras, afluente do Rio Castelo, a queda da cachoeira possui uma altitude de 100 metros.

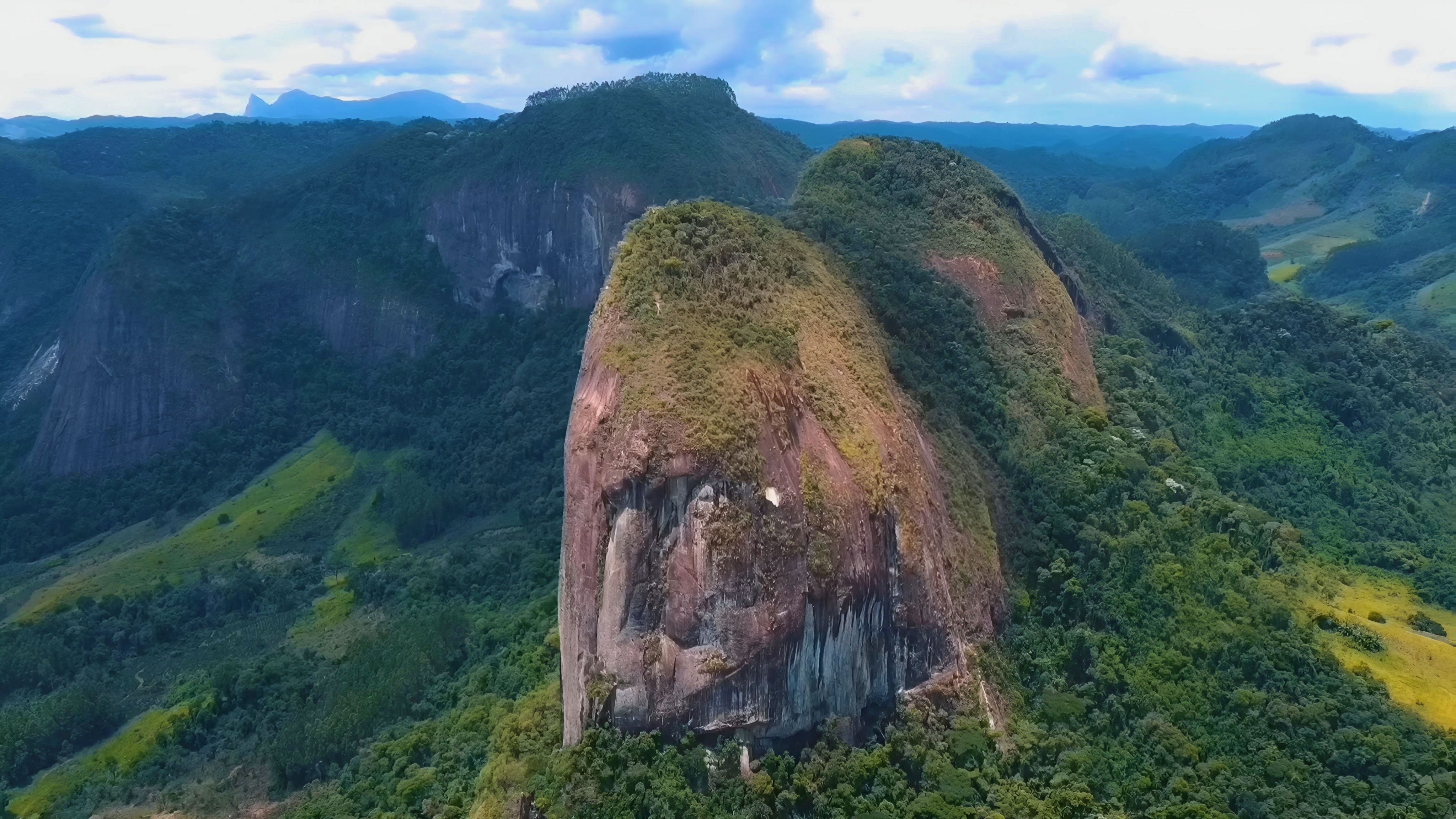
Pedra da Penha
A Pedra da Penha, com 1200 metros, atrai todos os anos os devotos de Nossa Senhora da Penha. No mês de abril, 8 dias depois da Páscoa, religiosos fazem a subida e alcançam os mais de 800 metros de altitude para chegar até a imagem de Nossa Senhora da Penha e ao cruzeiro que estão lá em cima do maciço, essa tradição existe há mais de 100 anos, conforme moradores. Além disso, o ponto turístico tem recebido uma grande demanda de visitantes nos últimos anos, levando a Prefeitura de Cachoeiro a anunciar a pavimentação no trecho da estrada vicinal que liga a comunidade de Boa Vista a Alto São Vicente.

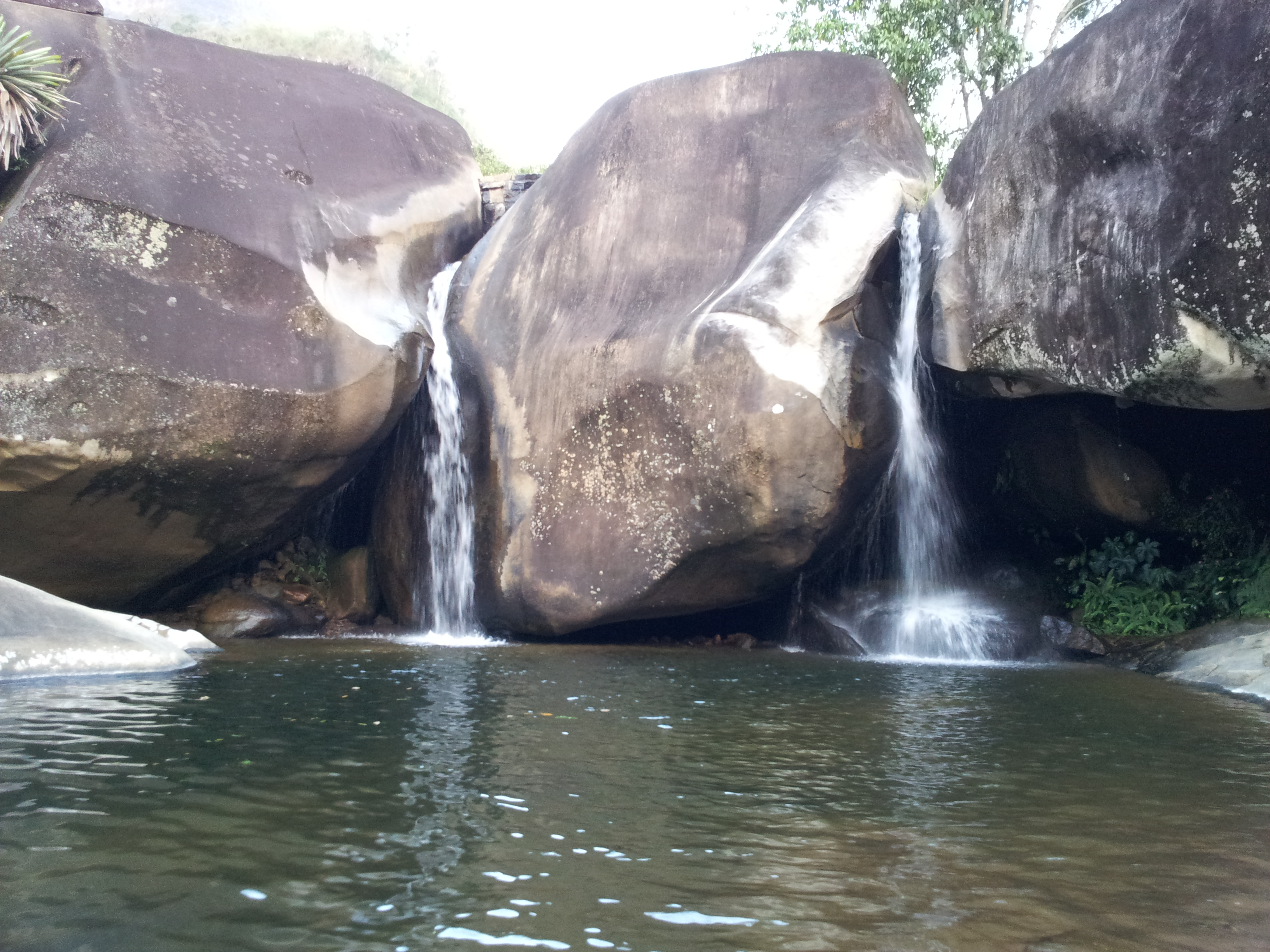
Cachoeira Bom Jardim
A cachoeira Bom Jardim está localizada na comunidade de Bom Jardim e situa-se a oito quilômetros da sede do distrito. Suas águas naturais e livres de poluição atraem diversos banhistas na região.

## Serviços Públicos
Energia elétrica
A responsável pelo abastecimento de energia elétrica é a EDP Espírito Santo, onde está localizada a Pequena Central Hidrelétrica (PCH) Fruteiras.
Saneamento
O serviço de abastecimento de água é feito pela BRK Ambiental, concessionária privada que atende a todo o município.
Transporte
O distrito e suas comunidades são atendidos pela linha municipal urbana-distrital 160 do Consórcio Novo Trans (São Vicente x Rodoviária de Cachoeiro), administrada pela Viação Santa Luzia. Aos domingos, o itinerário é realizado via distrito de Itaoca. 
Além disso, existem duas linhas intermunicipais que passam pelo distrito, ambas da Viação Real Ita:
Castelo x Cachoeiro de Itapemirim via Bom Jardim/São Vicente
Castelo x Monte Verde 